# USS Truxtun (DDG-103)
USS Truxtun (DDG-103) — ескадрений міноносець військово-морських сил США класу Арлі Берк. Кіль корабля був закладений 11 квітня 2005 року.
Корабель брав участь у зйомці фільму «Капітан Філліпс», в якому виконував роль корабля USS Bainbridge.

## «Truxtun» у Чорному морі
6 березня 2014 року міноносець USS «Truxtun» увійшов до Чорного моря та пришвартувався м. Констанца, Румунія. Офіційна мета вояжу до Чорного моря — спільні навчання з членами НАТО.

## Джерело
- Welcome to the USS TRUXTUN (DDG 103) [Архівовано 28 червня 2015 у Wayback Machine.]